# Žebrák
Žebrák là một thị trấn thuộc huyện Beroun, vùng Středočeský, Cộng hòa Séc.